# Icona Pop (album)
Icona Pop è l'album di debutto del duo svedese Icona Pop, pubblicato il 14 novembre 2012.

## Tracce
1. "Sun Goes Down" (featuring The Knocks & St. Lucia)
2. "I Love It" (featuring Charli XCX)
3. "We Got the World"
4. "Downtown"
5. "Ready for the Weekend"
6. "Wanna B With Somebody"
7. "Good for You"
8. "Manners"
9. "Top Rated"
10. "Lovers to Friends"
11. "My Party" (featuring Smiler)
12. "Nights Like This"
13. "Flashback"

Tracce bonus iTunes
1. "Heads Up"

Tracce bonus Spotify'
1. "Rocket Science"

## Classifiche
| Classifica (2012) | Posizione massima |
| ----------------- | ----------------- |
| Svezia            | 55                |